# Pella (departamento)
Pella é um departamento ou comuna da província de Boulkiemdé no Burkina Faso. A sua capital é a cidade de Pella.
Em 1 de julho de 2018 tinha uma população estimada em 25718 habitantes.